# Hồ Nam TV
Đài Phát thanh - Truyền hình Hồ Nam (Hunan Broadcasting System | HBS) (giản thể: 湖南广播电视台; phồn thể: 湖南廣播電視台; bính âm: Húnán Guǎngbò Diànshìtái), trước đây được biết đến với tên gọi Đài Truyền hình vệ tinh Golden Eagle (Golden Eagle Broadcasting System | GBS), là mạng lưới truyền hình lớn thứ hai của Trung Quốc sau Đài truyền hình trung ương Trung Quốc (CCTV). Các mạng lưới truyền hình thuộc sở hữu của chính quyền tỉnh Hồ Nam. Mạng lưới này có trụ sở tại Trường Sa, Hồ Nam và Tây Ninh, Thanh Hải. Ngày 20/05/2009, mạng lưới truyền hình mở rộng dịch vụ của mình đến Hồng Kông và Bắc Mĩ.

## Lịch sử

### Đài phát thanh nhân dân Hồ Nam
7 tháng 11 năm 1949, Đài phát thanh nhân dân Hồ Nam được thành lập, kênh chính của Đài phát thanh nhân dân Hồ Nam chính thức được phát sóng. Vào ngày 6 tháng 11 năm 1993, kênh chính của Đài phát thanh nhân dân Hồ Nam được đổi tên thành Đài truyền hình nhân dân Hồ Nam.
8 tháng 8 năm 1992, kênh kinh tế Hồ Nam chính thức bắt đầu phát sóng.
28 tháng 3 năm 1995, Kênh Văn học Nghệ thuật bắt đầu phát sóng; Ngày 8 tháng 12 năm 1997, Kênh Giao thông bắt đầu phát sóng.
8 tháng 3 năm 2000, theo tiêu chuẩn về tên gọi của một đài phát thanh và truyền hình do Cục Quản lý Nhà nước về Phát thanh, Điện ảnh và Truyền hình quy định, Đài phát thanh nhân dân Hồ Nam, kênh Kinh tế, kênh Văn học và Nghệ thuật và k6nh Giao thông vận tải đã thay đổi cách gọi thành "Kênh tin tức của Đài phát thanh truyền hình nhân dân Hồ Nam" và "Đài truyền hình nhân dân Hồ Nam". "Kênh Kinh tế của Đài phát thanh truyền hình Hồ Nam", "Kênh Nghệ thuật của Đài phát thanh truyền hình nhân dân Hồ Nam" và "Kênh Giao thông của Đài phát thanh truyền hình nhân dân Hồ Nam". Kể từ năm 2005, việc phát sóng Xiaoxiang Voice, Travel Voice và Music Voice đã liên tiếp được khởi động.
25 tháng 1 năm 2010, với việc thành lập và tái cơ cấu Đài phát thanh và truyền hình Hồ Nam, Đài phát thanh nhân dân Hồ Nam bị bãi bỏ và Trung tâm truyền thông phát thanh truyền hình Đài phát thanh và truyền hình Hồ Nam được thành lập, là một tổ chức nội bộ và là một pháp nhân cấp hai của Đài phát thanh và truyền hình Hồ Nam.

### Đài truyền hình Hồ Nam
Năm 1960, đài truyền hình Trường Sa tiền thân của nó bắt đầu phát sóng và sau đó ngừng phát sóng vào năm 1962. Nó tiếp tục phát sóng vào ngày 29 tháng 9 năm 1970, và được đổi tên thành Đài truyền hình Hồ Nam.
1 tháng 7 năm 1987, kênh truyền hình nghệ thuật Hồ Nam bắt đầu phát sóng. Tháng 10 năm 1991, nó được đổi thành chương trình thứ hai của đài truyền hình Hồ Nam.
Năm 1993, kênh thông tin đồ họa Hồ Nam bắt đầu phát sóng.
1 tháng 1 năm 1997, chương trình đầu tiên của Đài truyền hình Hồ Nam chính thức được phát sóng trên vệ tinh, và được đổi tên thành Kênh truyền hình vệ tinh Hồ Nam (gọi tắt là Truyền hình vệ tinh Hồ Nam). Năm 2004, Đài truyền hình vệ tinh Hồ Nam đưa ra khái niệm "Trung Quốc hạnh phúc" và đi đầu trong việc nỗ lực xây dựng "Thương hiệu giải trí truyền hình năng động nhất Trung Quốc". Đây cũng là hãng truyền hình đầu tiên trong nước định vị rõ ràng và Phiên bản nước ngoài của Truyền hình vệ tinh Hồ Nam phát trên vệ tinh nền tảng Vạn Lý Trường Thành đã được phát sóng.
28 tháng 6 năm 1999, chương trình thứ hai của Đài truyền hình Hồ Nam được đổi thành kênh Văn hóa và Thể thao của Đài truyền hình Hồ Nam.
Tháng 12 năm 2002, kênh thông tin Đồ họa Hồ Nam được tổ chức lại thành kênh Thể thao Truyền hình Hồ Nam. Đồng thời, kênh văn hóa thể thao của Đài truyền hình Hồ Nam được đổi tên thành kênh giải trí của Đài truyền hình Hồ Nam.
28 tháng 12 năm 2003, kênh công cộng của đài truyền hình Hồ Nam được ra mắt với tên gọi là "Hunan Public TV".
18 tháng 6 năm 2004, Kênh Thể thao truyền hình Hồ Nam được đổi thành Kênh Thời trang truyền hình Hồ Nam. Ngày 17 tháng 3 năm 2006, kênh Thời trang Hồ Nam được đổi thành Kênh mua sắm vui vẻ và bắt đầu phát sóng. Vào ngày 1 tháng 6 năm 2010, Kênh mua sắm vui vẻ 2 (Kênh Thời trang của Đài truyền hình Hồ Nam) được phát sóng thử nghiệm.
28 tháng 9 năm 2004, chương trình truyền hình vệ tinh Golden Eagle Cartoon được phát sóng thử nghiệm, và chính thức ra mắt vào ngày 30 tháng 10.
20 tháng 11 năm 2005, Kênh phim Xiaoxiang được phát sóng thử nghiệm và chính thức ra mắt vào ngày 1 tháng 1 năm 2006. Kênh này không trực thuộc quản lý của đài truyền hình Hồ Nam mà do tập đoàn điện ảnh Xiaoxiang chịu trách nhiệm.
3 năm 2009, phiên bản nước ngoài của Truyền hình vệ tinh Hồ Nam đã bị thu hồi và chuyển đổi, và phiên bản này đã được nâng cấp thành tên gọi "Kênh quốc tế truyền hình vệ tinh Hồ Nam" và bắt đầu phát sóng thử nghiệm, ngày 20 tháng 5 cùng năm, Kênh quốc tế truyền hình vệ tinh Hồ Nam bắt đầu phát sóng và phủ sóng trên toàn thế giới.
28 tháng 9 năm 2009, truyền hình vệ tinh Hồ Nam chính thức bắt đầu đưa vào loạt kênh video vệ tinh HD và SD đầu tiên.

### Đài truyền hình kinh tế Hồ Nam
Tháng 4 năm 1990, đài truyền hình cáp cấp tỉnh đầu tiên của cả nước Đài truyền hình cáp Hồ Nam bắt đầu phát sóng. Năm 1992, đài truyền hình cáp Hồ Nam Channel 2 bắt đầu phát sóng.
Năm 1995, kênh truyền hình kinh tế thứ ba của tỉnh Hồ Nam, Kênh truyền hình Kinh tế Hồ Nam, được thử nghiệm và chính thức ra mắt vào ngày 1 tháng 1 năm 1996.
25 tháng 10 năm 1998, kênh cuộc sống của đài truyền hình Hồ Nam bắt đầu phát sóng.